# Polo aux Jeux olympiques de 1924
Navigation
Édition précédente Édition suivante
Pour la quatrième fois, les Jeux olympiques d'été accueillent le tournoi olympique de polo.

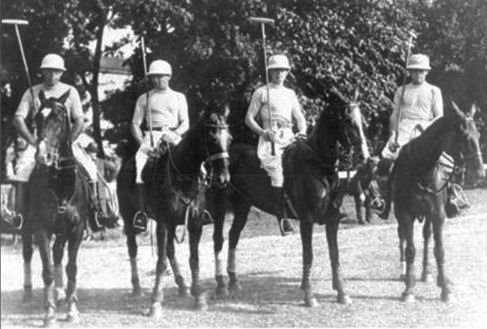
L'équipe de polo d'Argentine, médaillée d'or

## Podium

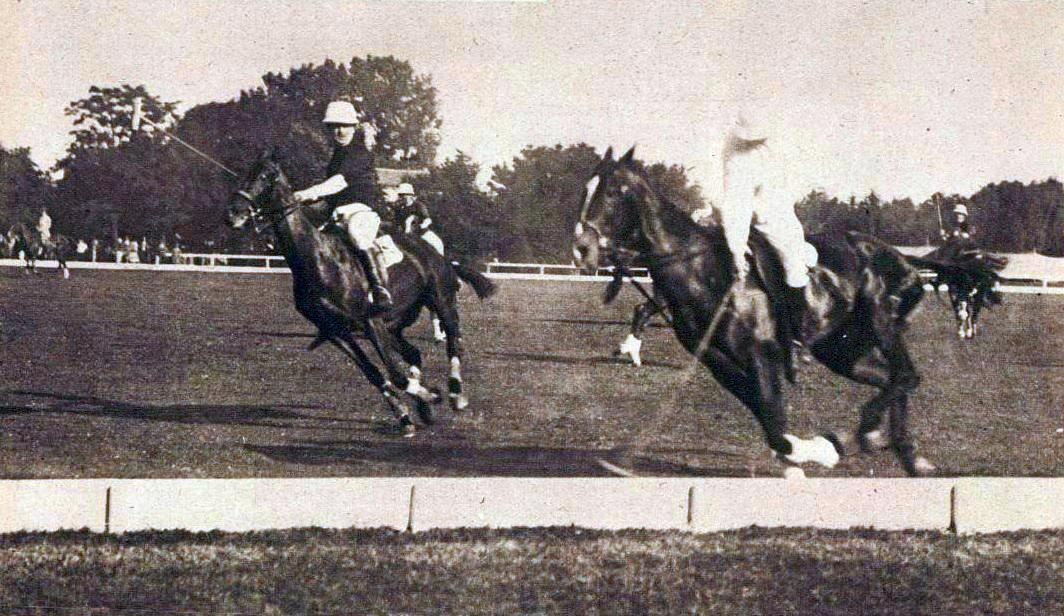
Joueur de l'équipe de polo américaine (lors de sa frappe, en blanc, à Saint-Cloud) victorieuse aux JO 1924 du match face à l'Espagne.

| Médaille | Équipe      | Participants                                                         |
| -------- | ----------- | -------------------------------------------------------------------- |
| Or       | Argentine   | Arturo Kenny Juan Miles Guillermo Naylor Juan Nelson Enrique Padilla |
| Argent   | États-Unis  | Elmer Boeseke Tommy Hitchcock Frederick Roe Rodman Wanamaker         |
| Bronze   | Royaume-Uni | Frederick Barrett Dennis Bingham Fred Guest Kinnear Wise             |

## Résultats
| Équipe      | Points | Parties jouées | Parties gagnées | Parties ex æquo | Parties perdues | Points gagnés | Points encaissés |
| ----------- | ------ | -------------- | --------------- | --------------- | --------------- | ------------- | ---------------- |
| Argentine   | 10     | 4              | 4               | 0               | 0               | 46            | 14               |
| États-Unis  | 5      | 4              | 3               | 0               | 1               | 43            | 11               |
| Royaume-Uni | 4      | 4              | 2               | 0               | 2               | 33            | 24               |
| Espagne     | 3      | 4              | 1               | 0               | 3               | 22            | 42               |
| France      | 2      | 4              | 0               | 0               | 4               | 6             | 59               |

1er match
| 28 juin | États-Unis | 13 | - | 1 | France | Saint Cloud Country Club |

2e match
| 1er juillet | Espagne | 2 | - | 15 | États-Unis |  |

3e match
| 3 juillet | États-Unis | 10 | - | 2 | Royaume-Uni |  |

4e match
| 4 juillet | Argentine | 16 | - | 2 | Espagne |  |

5e match
| 5 juillet | France Saint Cloud Country Club | 2 | - | 16 | Royaume-Uni |  |

6e match
| 6 juillet | Argentine | 6 | - | 5 | États-Unis |  |

7e match
| 7 juillet | Espagne | 3 | - | 10 | Royaume-Uni |  |

8e match
| 9 juillet | Argentine | 9 | - | 5 | Royaume-Uni |  |

9e match
| 10 juillet | Espagne | 15 | - | 1 | France | Saint Cloud Country Club |

10e match
| 12 juillet | Argentine | 15 | - | 2 | France | Saint Cloud Country Club |

## Sources
- Liste des médaillés sur le site officiel du CIO